# Гільбіра
Гільбіра (рос. Гильбира) — улус Іволгинського району, Бурятії Росії. Входить до складу Сільського поселення Гільбірінське.
Населення — 93 особи (2015 рік).